# Возлюбленная Шопена
«Возлюбленная Шопена» — второй студийный альбом российской рок-группы «Сурганова и оркестр», выпущенный 12 апреля 2005 года.
По словам С. Сургановой, название дано вне связи с реальными любовными похождениями композитора Шопена. Оно служит напоминанием о совместной работе с певицей Дианой Арбениной, которая именно так назвала саму С. Сурганову. Тем не менее, критики находят в альбоме следы влияния знаменитого поляка. Отмечается сильное воздействие классической музыки и романса, а также профессионализм исполнителей.
В 2008 году журнал «Русский репортёр» поставил «Возлюбленную» на восьмое место в списке важнейших рок-альбомов десятилетия.

## Список композиций
Слова и музыка всех песен — Светланы Сургановой, если не указано иное.
| №                   | Название                | Текст песни                     | Музыка              | Длительность |
| ------------------- | ----------------------- | ------------------------------- | ------------------- | ------------ |
| 1.                  | «Интродукция»           |                                 |                     | 3:40         |
| 2.                  | «Так начинался день»    |                                 |                     | 5:39         |
| 3.                  | «Ангел седой»           | Светлана Голубева               |                     | 4:20         |
| 4.                  | «Молитва мольберту»     |                                 |                     | 5:05         |
| 5.                  | «Я знаю женщину»        | Николай Гумилёв                 |                     | 4:26         |
| 6.                  | «Путник милый»          | Анна Ахматова, Татьяна Хмельник |                     | 5:02         |
| 7.                  | «Корабли»               | Руслан Луценко                  | Руслан Луценко      | 4:48         |
| 8.                  | «Энергетический вампир» |                                 |                     | 3:33         |
| 9.                  | «Ворон»                 |                                 |                     | 5:16         |
| 10.                 | «Весна»                 |                                 |                     | 4:14         |
| 11.                 | «Горе по небу»          |                                 |                     | 3:51         |
| 12.                 | «Белые люди»            |                                 |                     | 5:54         |
| 13.                 | «Оставь»                |                                 |                     | 2:26         |
| Общая длительность: | Общая длительность:     | Общая длительность:             | Общая длительность: | 58:14        |

## Участники записи
- Светлана Сурганова — вокал, голос, электрогитара, акустическая гитара, перкуссия, скрипка, стихи, автор;
- Валерий Тхай — соло-гитара, бэк-вокал, музыка;
- Юрий Шмыров — бас-гитара, бэк-вокал;
- Александр Арсеньев — клавишные, аккордеон;
- Кирилл Ипатов — перкуссия;
- Вадим Марков — ударные;
- Лев Орлов — саксофон.
- Михаил Тебеньков — труба, клавишные, музыка